# شهرستان مستقل کرفیلی
شهرستان مستقل کرفیلی (به انگلیسی: Caerphilly County Borough) یک شهرستان در ولز است. شهرستان مستقل کرفیلی ۲۷۸ کیلومتر مربع مساحت دارد.